# 이나미 데쓰유키
이나미 데쓰유키(일본어: 稲見 哲行, 1999년 4월 5일~)는 일본의 축구 선수이다.

## 구단 경력
그는 2022년 J2리그의 도쿄 베르디에 입단했다. 2023년 J2리그 3위를 기록하여 J1리그로 승격했다.